# Ideopsis robinsoni
Ideopsis robinsoni är en fjärilsart som beskrevs av Rothschild 1920. Ideopsis robinsoni ingår i släktet Ideopsis och familjen praktfjärilar. Inga underarter finns listade i Catalogue of Life.